# Marinefunkstelle Lualualei
Die Marinefunkstelle Lualualei ist eine Anlage der US Navy zur Übermittlung von Nachrichten an getauchte U-Boote mit Hilfe von Längstwellen.
Die Sendeantenne besteht aus zwei 458 Meter hohen, abgespannten Stahlfachwerkmasten, die 1972 errichtet wurden. Diese beiden Sendemasten sind das mit Abstand höchste Bauwerk auf Hawaii und möglicherweise die höchsten Sendemasten für Längstwellen in der westlichen Welt.